# Modular Festival

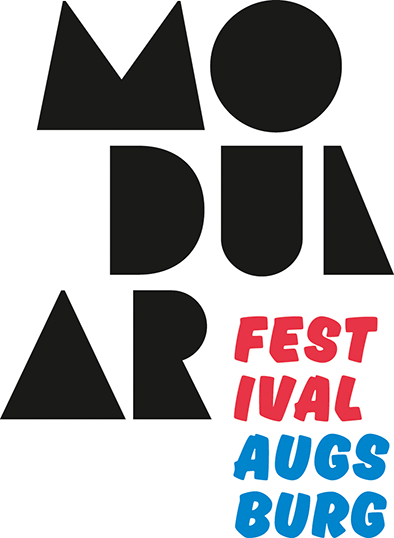
Logo des Festivals

Das Modular Festival ist ein dreitägiges Musikfestival in Augsburg. Es ist das größte gemeinnützige Jugend- und Popkulturfestival in Bayerisch-Schwaben und wird vom Stadtjugendring Augsburg (SJR) veranstaltet sowie von der Stadt Augsburg gefördert.
Ursprünglich im Jahr 2007 als Hallenfestival konzipiert, hat sich das Modular Festival in eine Freiluftkonzertreihe gewandelt. Es zieht rund 30.000 Besucher an drei Tagen an. Bis 2018 fand es im Wittelsbacher Park rund um den Augsburger Hotelturm statt. 2019 wurde der Veranstaltungsort in das ehemalige Gaswerk in Augsburg-Oberhausen verlegt.

## Geschichte
Das Modular Festival ist der Nachfolger der Augsburger Jugendfestivals „x-large“ und „PopCity“. Seinen Namen hat es von den verschiedenen Modulen (Bausteinen), aus denen es besteht.
Das Modular Festival begann 2007 als Inhouse-Festival und wuchs im Laufe der Jahre, vor allem 2011 mit dem Projekt „City of Peace“ der Stadt Augsburg zur Fußball-Weltmeisterschaft der Frauen 2011. Von 2009 bis 2011 fand das Festival an verschiedenen Locations in Augsburg statt, z. B. im Konzertsaal im Leopold-Mozart-Zentrum, auf dem Rathausplatz, dem Annahof und in verschiedenen Augsburger Clubs.

## Impulse
Die Veranstaltung präsentiert jährlich namhafte nationale, internationale und lokale Künstler aus den Genres Indie, Pop und Elektro. Neben den Headlinern gehört das Highlight „Puppet on a String“ zur traditionellen Eröffnung des Festivals. Der Name „Puppet on a String“ lehnt sich an die in Augsburg beheimatete Augsburger Puppenkiste an und bezeichnet ein professionelles klassisches Orchester, das Stücke von lokalen Künstlern (Puppe) gemeinsam mit ihnen unter Anleitung professioneller Arrangeure (Strippenzieher) neu interpretiert und auf die Bühne bringt.
Mit ihrem Fokus auf die Einbeziehung der lokalen Kultur- und Kreativwirtschaft, zahlreichen ehrenamtlichen Helfern und dem fest im Konzept verankerten Leitgedanken der Partizipation geht die Veranstaltung über ein herkömmliches Besucherfestival hinaus. Dabei werden die Stadt und ihre jungen Bürger mit ihren Ideen bereits im Vorfeld durch Workshops und Mitmachaktionen in das Festival einbezogen, was dem Festival seinen Charakter gibt.

## Finanzierung
2012 beschloss die Stadt Augsburg ein Biennale-Konzept, wonach Veranstaltungsreihen wie der Jazzsommer, Klapps oder Modular nur noch alle zwei Jahre gefördert werden. Nachdem das Modular Festival im Jahr 2013 noch über 12.000 Besucher anzog, fiel es im Jahr 2014 aus. 2015 einigte sich der Augsburger Kulturausschuss mit dem Stadtjugendring, das Modular Festival für die nächsten drei Jahre doch wieder jährlich zu veranstalten. Dieses Konzept wird nur bei erfolgreicher Sponsorengewinnung möglich werden, da der städtische Zuschuss bei jährlich 75.000 Euro bleiben soll.

## Besonderheiten
Zu den Besonderheiten des Modular Festivals zählen das vielfältige Rahmenprogramm sowie die Gedanken der Partizipation und Vernetzung, die auch durch die vergleichsweise niedrigen Eintrittspreise gefördert werden.

### Rahmenprogramm
Das Rahmenprogramm umfasst Workshops aller Art, Kunst und Kultur (Poetry Slam, Autorenlesungen, Ausstellungen, Diskussionspanels) sowie Sportangebote und Kreativmärkte. Es ist für jede Besucher-Altersgruppe etwas dabei: „Modular Kids“ konzentriert sich beispielsweise auf Kinder von ungefähr fünf bis zwölf Jahren. Andere Workshops sind gezielt an Jugendliche bis 18 Jahre gerichtet. Die Workshops bewegen sich zum Beispiel in den Bereichen Textil, Musik, Malerei oder Upcycling. Die Themenschwerpunkte liegen bei aktuellen Themen und subkulturellen Angeboten.

### Partizipation und Vernetzung
Besonderer Wert wird auf Teilhabe, Mitwirkung und Mitbestimmung der Jugendlichen der Stadt, kurz Partizipation, gelegt. Mit einer Vielzahl an ehrenamtlich engagierten Personen, größtenteils Jugendlichen zwischen 18 und 25 Jahren, werden alle Bereiche der Festivalorganisation abgedeckt: Produktion, Technik, Gastronomie, Künstlerbetreuung, Programmbetreuung, Büro, Merchandise und vieles mehr. Junge Menschen können so unter Anleitung von Profis Erfahrung im Bereich Veranstaltungs- und Kulturmanagement machen. Rund 350 ehrenamtliche Helfer waren auf dem Modular 2017 tätig.
Durch die Einbindung von Jugendlichen soll sichergestellt werden, dass das Festival zeitgemäß bleibt und dem Geschmack der Jugend entspricht. In Kooperation mit den Augsburger Hochschulen werden vor dem Festival in Seminaren künstlerische Inhalte herausgearbeitet und zum Festival beigesteuert. Beim Programmpunkt „Modular Youngstars“ übernimmt beispielsweise eine zusammengestellte Gruppe Jugendlicher unter Anleitung von Profis die komplette Organisation einer eigenen Bühne auf dem Festival (inklusive Öffentlichkeitsarbeit, Casting, Auswahl der Bands und Koordination mit den Künstlern). Bei vielen Diskussionspanels können sich die Festivalbesucher in die Gespräche einbringen.
Dem Leitgedanken der Vernetzung versucht das Modular Festival durch zahlreiche Kooperationen gerecht zu werden. Dabei verbindet das Festival beispielsweise die Augsburger Hoch- und Musikschulen, einzelne Institutionen und Organisationen, verschiedene städtische Ämter sowie viele Künstler und Kreativschaffende der Region untereinander. Der mit anderen jugend- und popkulturellen Festivals verglichen niedrige Eintrittspreis fördert die Teilnahme möglichst vieler Akteure und damit auch die Vernetzung.

## Kritik
Das Festival fand in einem Landschaftsschutzgebiet (Wittelsbacher Park) statt. Vor allem nach dem Festival 2016 gab es Kritik an den entstandenen Umweltschäden. Ein Vogel-Monitoring ergab, dass die im Park nistenden Vögel nicht in Mitleidenschaft gezogen wurden.

## Termine und Künstler
Auf drei Bühnen treten nationale, internationale und lokale Bands und Musiker auf. Der Fokus liegt auf den Musikrichtungen Rock, Pop, Elektro, Klassik, Hip-Hop und Indie. Zu den Bands und Musikern zählten:
| Datum                        | Künstler |
| ---------------------------- | --- |
| 2. April bis 4. April 2009   | Lasse Samström |
| 15. April bis 17. April 2010 | The Sensational Skydrunk Heartbeat Orchestra, The Builders & The Butchers, Tomorrow they will be legend, Yuki Nonti und Herkules, Boy Miez Girl |
| 29. Juni bis 2. Juli 2011    | Bosse, Puppet on a String 2.0, Leadbelly Project, A/B Repeat, Boy Miez Girl, Der Herr Polaris, Black Music Crew, Anajo, Kill me, Adulescens, Lydia Daher, Misuk, Apparat Band, Sizarr, Beat! Beat! Beat!, Fotos, This is the arrival, Palmcourtbeats, Huss & Hodn, Main Concept, Team Makasi, Blindspot, MO´breaks meets Uni – Big – Band, HiGHAG, Renaissance Dj Team, The Notwist, Kind the Fu, Ghost of Tom Joad, Crash Conspiracy, Kleinmeister, Hello Gravity, Jack Beauregard, A home. A heart. Whatever., Benni Benson, Puppet on a String |
| 31. Mai bis 2. Juni 2012     | Kraftklub, Prinz Pi, WhoMadeWho, Dendemann, Abby, Here is Why, Vierkantradlager, The Rhythms, Blindspot, Twisted Shoes, The Lions dance, Sick & Dope, Puppet of a String 2.0, A-B Repeat, We Destroy Disco, BMC, Fiva und das Phantom Orchester, YA-HA, Fuck Art Let`s Dance, Me and my Drummer, This Is the Arrival, Roosevelt, Bilderbuch, Boy miez Girl, Pool, Rhythm Police, Benni Benson, Paper & Places, Leerlauf, The Swindle |
| 30. Mai bis 1. Juni 2013     | The Notwist, Thees Uhlmann, Frittenbude, die Orsons, eRRdeKa, Carpet, About an autor, We destroy disco, Thees uhlmann & band, Ahzumjot, The impression, Gerard, Adulescens, Augsburgs finest, Boy miez Girl, Come back harriet, Je suis Julie, Yellow scoop, We saw worlds collide, Beginner soundsystem 2.0, Kakkmaddafakka, Ok kid, When saints go machine, Reptile youth, Claire, Yesterday shop, The Exclusive, Hanuman tribe, Talking pets, The Sensational Skydrunk Heartbeat Orchestra, Müller, De la cave |
| 2014                         | ausgefallen |
| 4. Juni bis 6. Juni 2015     | Haftbefehl, AnnenMayKantereit, Wanda, eRRdeKa, Exclusive, Benni Benson, Rakede, Adulescens, The Whiskey Foundation, Fräulein Brecheisen, We Destroy Disco, Das Hobos, Chuckamuck, The Stolers, Oliver Gottwald, Okta Logue |
| 26. Mai bis 28. Mai 2016     | AnnenMayKantereit (Secret Act), eRRdeKa & Das Puppet On A String Orchester, Chefket, Fatoni, Jesper Munk, NeonSchwarz, Me and My Drummer, Go Go Berlin, Schmutzki, Die Nerven, Say Yes Dog, l´Aupaire, Drangsal, Vita Bergen, Parcels, A Tale of Golden Keys, Adulescens, BENNI BENSON & Der Herr Polaris, King the Fu, San Anton Kid, Moon Transit |
| 15. Juni bis 17. Juni 2017   | Kakkmaddafakka, Moop Mama, Mule & Man, Maeckes & Die Katastrophen, Die Höchste Eisenbahn, Hundreds, Megaloh, Faber, SXTN, Fotos, The Sensational Skydrunk Heartbeat Orchestra, MC Bomber, Carnival Youth, Impala Ray, Lion Sphere, Gurr, 3Plusss |
| 31. Mai bis 2. Juni 2018     | Olli Schulz, Mine & Fatoni, Nina Fiva Sonnenberg x JRBB - Jazzrausch Bigband, Leoniden, KID SIMIUS, J. Bernardt, ISLAND, ÄTNA, LUNIR, John Garner, Polaroyds, Troy of Persia, Alinea, Ala Cya, KIYO music, Tanja Kitzberger, Shola, Trettmann, Milliarden, eRRdeKa, Afrob feat. Tribes of Jizu, Shacke One, Client Liaison, Hush Moss, Ilgen-Nur, RAZZ, Neufundland, Kex Kuhl, FIBEL, SAN Antonio KID, Red Lama, Roberto Bianco & Die Abbrunzati Boys, RAPATOI, Zach Mathieu, King Pigeon, Desert Souls, WhoMadeWho, Von Wegen Lisbeth, Talisco, Ace Tee & Kwam.E, theAngelcy, WOMAN, Johnny Rakete, Cassia, Zimt, Dot Makes Music, NAKED SUPERHERO, Go Go Gazelle, Tired Eyes Kingdom, Marz, LUX & Cap Kendricks, Rebels of the Jukebox, Augsburgs finest MCs Soundclash, Philippi Music Project |
| 20. Juni bis 22. Juni 2019   | Bonaparte, Superorganism, Friska Viljor, Orsons, Frittenbude, OK Kid, Loyle Carner, Ahzumjot, Errdeka, TUA, Nate57, Altın Gün, Blackout Problems, Noga Erez, Mavi Phoenix, Antifuchs, Cleveland, Massimiliano Pagliara, The Lytics, Blond, GALV, Cari Cari, BAR, Auto.Matic.Music, Violet, EBOW, BLVTH, Mola, Pabst, Carpet, International Music, Blinker, Sedef Adasi & Muallem, Lionlion, Loyal Bandits, Paincake, Johannes Albert, Bostro Pesopeo, Lucas Croon, Art in Crime, Friedrich Sunlight, Telquist, Luke Noa, David Kochs & Dominik Marz, Melomani, Kuriosum DJs, Hannah & Falco, V:ncent, Ami Warning, St. Louis & The Walking Dead, Denno Benno, Julo & The Calumets, Lienne, Lilla Blue, Das Kitsch, Boost, Hausnummer 13, Moritz                                                   |
| 11. Juni bis 13. Juni 2020   | ausgefallen |
| 09. Juli bis 11. Juli 2021   | BRKN, Makko x Toobrokeforfiji, Franniethefirst, Mollo, Benedikt Schulze Erdel, Raduga, Mr. Lu & Spicy Flamingo, Arno F., David Kochs & Dominik Marz, Vöst & Tonlos, Schweinebrutlampe & Passiv Leander, Neovex & Paul Gorbach, Djonni Laser |
| 03. Juni bis 05. Juni 2022   | Bilderbuch, Giant Rooks, Leoniden, Symba, 01099, Montez, Alli Neumann, Edwin Rosen, Haiyti, BRKN, t-low, Jungle by Night, Nina Chuba, Rote Mütze Raphi, Bruckner, Betterov, Shelter Boy, Tropikel Ltd, Amilli, Leepa, Eli Preiss, Bilbao, Power Plush, Kerosin95, Drens, Philine Sonny, Zartmann, Das Ding Ausm Sumpf, Aera Tiret, Tilman, Joe Leviosa, Marcoca, Estrella Drive, Mount Adige, Levarr, Mollo, Ludwig A.F., Atlantik (Live), Lola Luc, David Kochs, Rafner x Hutenberger (live), Vöst & Tonlos, Pauletta Sniffcobar, Tanja le Chains, Konfusia, Neovex & David Strasser, Valentin Zelz, Ash, Alessia Cattani & Jan Lepple, Denny Dipper & Nachtschwester und Dattelklauber |
| 26. Mai bis 28. Mai 2023     | Pashanim, Roy Bianco & Die Abbrunzati Boys, Von Wegen Lisbeth, Schmyt, 102 Boys, Soho Bani, t-low, Kaffkiez, OG Keemo, Ski Aggu, ÄTNA, Ennio, Kytes, Verifiziert, Esther Graf, orbit, Yukno, Rubi, Dilla, Levin Liam, Mele, CONNY, Becks, Blumengarten, Wa22ermann, John Garner, YFG Pave, Havet, Damona, Junge Europäer*innen, Das Kitsch, The BV's, Anna Leyla, Nivis, STYKS, Saito, Anne Frieda, Arcydaro, Chris Retfalvi & Mörtl, David Kochs, DJ Handy, Effie Michele & Neovex, Fräulein Fröhlich, Glimmerboys, Intaktogene, Just Lauren, Maurice Mino & Sabura, MRTI & DJ Süßmaus, PHI O & Melvin Heichele, Sam Goku, Vöst & Tonlos |
| 17. Mai bis 19. Mai 2024     | 01099, Jeremias, Makko, Alli Neumann, Domiziana, Kwam.E, Sedef Adasi, Klangphonics, Sampagne, Jasper Tygner (Live), Tränen, David Kochs, JBS, Layla, Isabella, Rachel Noon, Public Possession, Peter Groskreutz, SLATEC, Vöst & Tonlos, RONI, Sweed, GAST, Cowboy Lyf, Loamsiada, Ceci, Sophie Pschorr, DJ Handy, Lil.Lili (Live), Francesca, Trinidad, Aleyna, ANTIPASTI, Assik, Clear Coast, Daniel Maier, David Gojani, Djonni Laser, Femme Fatale, Franzi Pschera & Band, Josy, KAOS, Kathi O., Lucia, DJ Mezmoe, Scorphalcon, Sin Fin, Sirus Plain & Athanasios Lasos, ZMON, Zoe Stardust |